# Thelotrema nureliyum
Thelotrema nureliyum är en lavart som beskrevs av Hale. Thelotrema nureliyum ingår i släktet Thelotrema och familjen Graphidaceae.   Inga underarter finns listade i Catalogue of Life.